# Figaros Bryllup
Figaros Bryllup (Le nozze di Figaro; fra 1844 opført på dansk som Figaros Giftermaal) er en opera af Mozart skrevet 1786. Baseret på komedien Le mariage de Figaro af Beaumarchais. Handlingen er en fortsættelse af Barberen i Sevilla: Figaro er nu grev Almavivas kammertjener, som skal giftes med grevindens kammerpige, Susanna, og den indviklede handling foregår på grevens slot ved Sevilla i det 18. århundrede.